# Puneeth Rajkumar
Puneeth Rajkumar (Chennai, 17. ožujka 1975. – 29. listopada 2021.) indijski je filmski glumac, pjevač i televizijski voditelj.

## Izabrana filmografija
| Godina | Film         | Uloga                  | Bilješke |
| ------ | ------------ | ---------------------- | -------- |
| 2002.  | Appu         | Appu                   | [ 1 ]    |
| 2003.  | Abhi         | Abhi                   |          |
| 2007.  | Arasu        | Shivaraj Arasu         |          |
| 2007.  | Milana       | Surya                  |          |
| 2008.  | Vamshi       | Vamshi                 |          |
| 2010.  | Jackie       | Janakirama / Jackie    |          |
| 2012.  | Ana Bond     | Bond Ravi / Anna Bond  | [ 2 ]    |
| 2015.  | Rana Vikrama | Vikram Kumar / Vikrama |          |
| 2017.  | Raajakumara  | Sidharth               | [ 3 ]    |
| 2017.  | Anjani Putra | Viraj                  | [ 4 ]    |

### Sestrinski projekti
|  | Zajednički poslužitelj ima još gradiva o temi Puneeth Rajkumar |